# Islas Gili

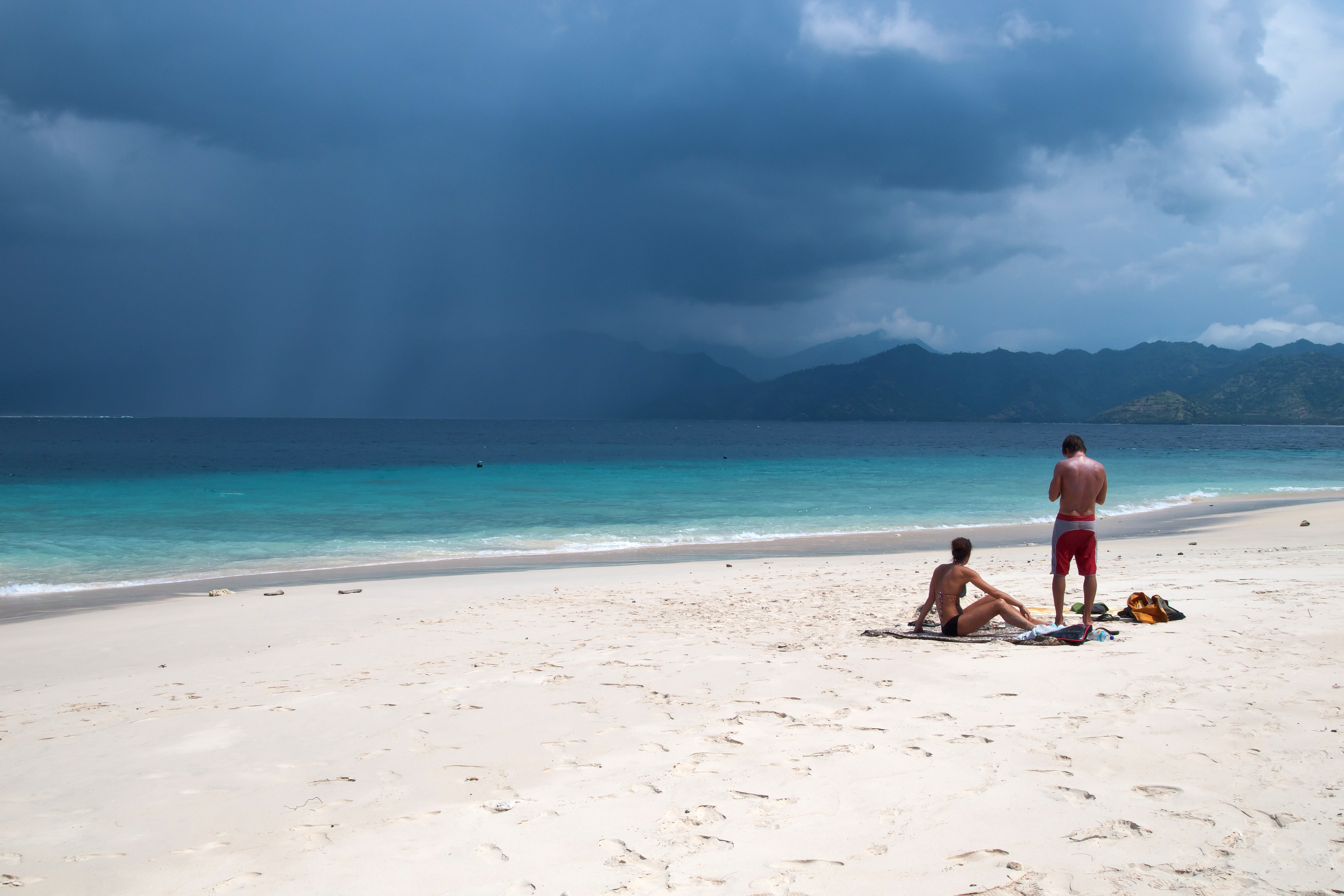
Playa de arena blanca en Gili Air-Lombok.

Las islas Gili (en indonesio: Tiga Gili [tres Gilis], Kepulauan Gili [Islas Gili]) son un archipiélago de tres pequeñas islas — Gili Trawangan, Gili Meno y Gili Air — situadas en la costa noroeste de Lombok, Indonesia.
Las islas son un destino común para los turistas que buscan la experiencia de visitar alguna isla remota.
Cada isla tiene varios pequeños resorts, que por lo general consisten en varias cabañas para los turistas, una pequeña piscina y un pequeño restaurante. La mayoría de los habitantes locales viven en Trawangan en un municipio que se extiende a lo largo de su lado este. Los automóviles y el tráfico motorizado está prohibido en las islas por ordenanza local, por lo que el método preferido de transporte es a pie y en bicicleta o coche de caballos llamado "cidomo".
El buceo alrededor de las Gilis también es popular debido a la abundancia de su vida marina y atractivas formaciones coralinas. También es habitual la práctica del surf o cualquier otro deporte acuático.
- Datos: Q1524354
- Multimedia: Gili Islands / Q1524354